# Камеєво
Каме́єво (рос. Камеево, башк. Камай) — село у складі Мішкинського району Башкортостану, Росія. Адміністративний центр Камеєвської сільської ради.
Населення — 693 особи (2010; 778 у 2002).
Національний склад:
- марійці — 80 %